# Apollon de Choiseul-Gouffier
L'Apollon de Choiseul-Gouffier est une statue de marbre en taille réelle (1,82 m), qui a appartenu à la collection du comte Marie-Gabriel-Florent-Auguste de Choiseul-Gouffier (1752-1817), membre de l'Académie française et ambassadeur français à la Sublime Porte de 1784 à 1792. La statue est conservée au British Museum. 

## Description
La statue a été vendue à Paris le 20 juillet 1818 ; le catalogue de la vente décrit sommairement l'œuvre, avec des inexactitudes : « Statue d'un jeune homme debout et nu. Ses cheveux sont bouclés en partie autour du front ; l'autre partie forme une tresse qui lui entoure la tête ; de la main droite il tient une bandelette et de la gauche le morceau d'un arc ».
Cette sculpture d'un jeune homme nu, représentant peut-être le dieu Apollon ou un athlète victorieux, est une copie romaine, datée du Ier siècle apr. J.-C., d'un original en bronze grec qui d'après son style pourrait être daté entre 460 et 450 av. J.-C. La sculpture conserve les traits caractéristiques de l'oeuvre en bronze traduite en marbre, tels que la sculpture des mèches de cheveux, qui sur l'original en bronze auraient été individuellement attachées. Le support de la souche d'arbre sur la droite de la statue et la jambe de force fixant le bras gauche à la jambe renforcent la version en marbre, plus fragile que l'original en bronze.